# شبكة برمودا الوطنية
شبكة برمودا الوطنية 2000 (BNG) هي نوع من الإسقاط المركاتوري المستعرض. وهي ليست إسقاط مركاتوري مستعرض عالمي، حيث أنه لها أصلاً ومحددات مختلفة عن تلك المستخدمة في المسقط المركاتوري المستعرض العالمي.
محددات الشبكة:
| خط عرض الأصل      | 32.0 درجة (شمالاً)  |
| خط طول الأصل      | 64.75- درجة (شرقًا) |
| المقياس           | 1.0                |
| مرجع السطح الناقص | WGS84              |
| الإحداثي الشرقي   | 550,000.0 متر      |
| الإحداثي الشمالي  | 100,000.0 متر      |

مصادر على الإنترنت :
- Convert from BNG to lat/lon in Google earth
- Eye4Software's online converter.